# Digital Access Index
Pour les articles homonymes, voir DAI.
Le Digital Access Index (DAI) est un indice créé par l'Union internationale des télécommunications pour mesurer la capacité des individus d'un pays donné à accéder aux technologies de l'information et de la communication. Les notes vont de 0 (incapacité totale) à 1 (accès parfait).
Les indices se basent sur les résultats de 2002.

## Accès de très haut niveau
- Suède : 0.85
- Danemark : 0.83
- Islande : 0.82
- Corée du Sud : 0.82
- Norvège : 0.79
- Pays-Bas : 0.79
- Hong Kong : 0.79
- Finlande : 0.79
- Taïwan : 0.79
- Canada : 0.78
- États-Unis : 0.78
- Royaume-Uni : 0.77
- Suisse : 0.76
- Singapour : 0.75
- Japon : 0.75
- Luxembourg : 0.75
- Autriche : 0.75
- Allemagne : 0.74
- Australie : 0.74
- Belgique : 0.74
- Nouvelle-Zélande : 0.72
- Italie : 0.72
- France : 0.72
- Slovénie : 0.72
- Israël : 0.70

## Accès de haut niveau
- Irlande : 0.69
- Chypre : 0.68
- Estonie : 0.67
- Espagne : 0.67
- Malte : 0.67
- République tchèque : 0.66
- Grèce 0.66
- Portugal : 0.65
- Émirats arabes unis : 0.64
- Macao : 0.64
- Hongrie : 0.63
- Bahamas : 0.62
- Bahreïn : 0.60
- Saint-Christophe-et-Niévès : 0.60
- Pologne : 0.59
- Slovaquie : 0.59
- Croatie : 0.59
- Chili : 0.58
- Antigua-et-Barbuda : 0.57
- Barbade : 0.57
- Malaisie : 0.57
- Lituanie : 0.56
- Qatar : 0.55
- Brunei : 0.55
- Lettonie : 0.54
- Uruguay : 0.54
- Seychelles : 0.54
- Dominique : 0.54
- Argentine : 0.53
- Trinité-et-Tobago : 0.53
- Bulgarie : 0.53
- Jamaïque : 0.53
- Costa Rica : 0.52
- Sainte-Lucie : 0.52
- Koweït : 0.51
- Grenade : 0.51
- Maurice : 0.50
- Russie : 0.50
- Mexique : 0.50
- Brésil : 0.50

## Accès de niveau moyen
- Biélorussie : 0.49
- Liban : 0.48
- Thaïlande : 0.48
- Roumanie : 0.48
- Turquie : 0.48
- Macédoine : 0.48
- Panama : 0.47
- Venezuela : 0.47
- Belize : 0.47
- Saint-Vincent-et-les-Grenadines : 0.46
- Bosnie-Herzégovine : 0.46
- Suriname : 0.46
- Afrique du Sud : 0.45
- Colombie : 0.45
- Jordanie : 0.45
- Serbie-et-Monténégro : 0.45
- Arabie saoudite : 0.44
- Pérou : 0.44
- Chine : 0.43
- Fidji : 0.43
- Botswana : 0.43
- Iran : 0.43
- Ukraine : 0.43
- Guyana : 0.43
- Philippines : 0.43
- Oman : 0.43
- Maldives : 0.43
- Libye : 0.42
- République dominicaine : 0.42
- Tunisie : 0.41
- Équateur : 0.41
- Kazakhstan : 0.41
- Égypte : 0.40
- Cap-Vert : 0.39
- Albanie : 0.39
- Paraguay : 0.39
- Namibie : 0.39
- Guatemala : 0.38
- Salvador : 0.38
- Palestine : 0.38
- Sri Lanka : 0.38
- Bolivie : 0.38
- Cuba : 0.38
- Samoa : 0.37
- Algérie : 0.37
- Turkménistan : 0.37
- Géorgie : 0.37
- Swaziland : 0.37
- Moldavie : 0.37
- Mongolie : 0.35
- Indonésie : 0.34
- Gabon : 0.34
- Maroc : 0.33
- Inde : 0.32
- Kirghizstan : 0.32
- Ouzbékistan : 0.31
- Viêt Nam : 0.31
- Arménie : 0.30

## Accès de faible niveau
- Zimbabwe : 0.29
- Honduras : 0.29
- Syrie : 0.28
- Papouasie-Nouvelle-Guinée : 0.26
- Vanuatu : 0.24
- Pakistan : 0.24
- Azerbaïdjan : 0.24
- Sao Tomé-et-Principe : 0.23
- Tadjikistan : 0.21
- Guinée équatoriale : 0.20
- Kenya : 0.19
- Nicaragua : 0.19
- Lesotho : 0.19
- Népal : 0.19
- Bangladesh 0.18
- Yémen : 0.18
- Togo : 0.18
- Salomon : 0.17
- Cambodge : 0.17
- Ouganda : 0.17
- Zambie : 0.17
- Birmanie : 0.17
- République du Congo : 0.17
- Cameroun : 0.16
- Ghana : 0.16
- Laos : 0.15
- Malawi : 0.15
- Tanzanie : 0.15
- Haïti : 0.15
- Nigeria : 0.15
- Djibouti : 0.15
- Rwanda : 0.15
- Madagascar : 0.15
- Mauritanie : 0.14
- Sénégal : 0.14
- Gambie : 0.13
- Bhoutan : 0.13
- Soudan : 0.13
- Union des Comores : 0.13
- Côte d'Ivoire : 0.13
- Érythrée : 0.13
- République démocratique du Congo : 0.12
- Bénin : 0.12
- Mozambique : 0.12
- Angola : 0.11
- Burundi : 0.10
- Guinée : 0.10
- Sierra Leone : 0.10
- République centrafricaine : 0.10
- Éthiopie : 0.10
- Guinée-Bissau : 0.10
- Tchad : 0.10
- Mali : 0.09
- Burkina Faso : 0.08
- Niger : 0.04
- Corée du Nord : 0.01